# Milchindustrie-Verband
Der Milchindustrie-Verband e. V. (MIV) ist die Interessenvertretung von rund 90 Unternehmen der Milchindustrie, darunter Molkereien, milchverarbeitende Unternehmen und Unternehmen der Zuliefererindustrie. Der MIV ist sowohl als Wirtschafts- als auch als Arbeitgeberverband tätig. Seine Mitglieder erwirtschafteten 2022 einen Umsatz von ca. 35,7 Milliarden Euro.
Bei den Mitgliedsmolkereien handelt es sich sowohl um genossenschaftlich organisierte als auch privatwirtschaftliche Molkereien. Der Verband hat seinen Sitz in Berlin, ein Büro in Brüssel und eine Repräsentanz in Peking.

## Tätigkeit
Der Verband unterstützt seine Mitglieder bei Fachfragen. Über die angegliederte Export-Union für Milchprodukte e. V. werden die Mitglieder im Exportgeschäft betreut. Es gibt Gesprächskreise zu den verschiedenen Produkten und ihren Besonderheiten (Produktgruppen zu Käse/Schmelzkäse, Milch/Milchfrischprodukte, Butter/Streichfette, Dauermilcherzeugnisse). Andere Gesprächsgruppen beschäftigen sich mit übergreifenden Fragen zu Sozialpolitik, Umwelt, Logistik, IT, Produktsicherheit/Qualität, Recht, Forschung, Export, Beschaffung, Erzeugerangelegenheiten und PR. Im Wissenschaftlichen Beirat sind Wissenschaftler und Wissenschaftlerinnen unterschiedlicher Disziplinen vertreten (Naturwissenschaften, Wirtschaft, Recht). Der Beirat tauscht sich mit dem Verband und den Mitgliedern zu aktuellen Themen aus.
Bei der MIV-Ideenbörse Forschung werden Innovationen gesucht und ausgezeichnet. Der Dr. Gisela Runge-Preis wird für milchwissenschaftliche Innovationen verliehen. Preiswürdig sind Menschen, die sich in Forschung und Wissenschaft mit Bezug zur Milchwissenschaft praxisnah engagieren. Hier kommen neben den Naturwissenschaften auch Rechts- und Wirtschaftswissenschaften in Frage. In den letzten Jahren wurden Wissenschaftler und Wissenschaftlerinnen aus den Bereichen Verfahrenstechnik, Technologie, Ernährungswissenschaft, Veterinärmedizin/-Immunologie, Lebensmittelchemie, Mikrobiologie, Agrarumweltpolitik/-Ökonomik im ökologischen Landbau und Ökonomie ausgezeichnet. Der Preis ist mit 10.000 Euro dotiert.
Der MIV erstellt statistische Auswertungen zu Angebot und Nachfrage nach Milcherzeugnisse und Käse in Zusammenarbeit mit der Zentrale Milchmarkt Berichterstattung GmbH auf Grundlage der Zahlen des BMEL, des Statistischen Bundesamtes und der Butter- und Käsebörsen.
Bei der im Herbst stattfindenden Jahrestagung kommt es zu Wahlen zum Vorstand. Es werden Vorträge zu aktuellen politischen Entwicklungen, Ernährungs- und Umweltthemen gehalten und über Produktions-, Export- und Absatzentwicklung berichtet. 2022 ging es u. a. um die aktuelle Entwicklung in der Ukraine sowie das Entscheidungsverhalten bei der Lebensmittelauswahl.
2023 wurden sich verändernde rechtliche Rahmenbedingungen angesprochen (Sorgfaltspflichten bei globalen Lieferketten, Vertragspflicht bei der Milcherzeugung, Energiekosten, Recyclingfähigkeit bei Verpackungen) sowie Chancen und Schwierigkeiten bei der Erzeugung und Vermarktung sogenannter Alternativer Proteine. Die Produktion solcher Proteine basiert meist auf pflanzlichen Rohstoffen oder Mikroorganismen.
Der Verband ist in Gremien von Food-Messen vertreten und beteiligt sich an der Arbeit des Codex Alimentarius.

## Mitgliedschaften / Kooperationen
- Export-Union für Milchprodukte e. V.[7]
- Europäischer Milchindustrieverband/European Dairy Association[8]
- Eucolait
- FoodDrinkEurope, der europäische Dachverband der Lebensmittelindustrie[9]
- Lebensmittelverband Deutschland[10]
- Deutscher Bauernverband[11]
- Deutscher Raiffeisenverband[12]
- Zentrale Koordination Handel-Landwirtschaft e. V.[13]
- Zentralverband der Deutschen Werbewirtschaft[14]
- Verband der Deutschen Milchwirtschaft (VDM/IDF)[15]
- QM Milch[16]
- Arbeitsgemeinschaft Verpackung + Umwelt[17]
- Verband Lebensmittel ohne Gentechnik (VLOG)[18]
- BerufsVerband Oecotrophologie (VDOE)[19]
- Gemeinschaft der Förderer und Freunde der Milchforschung in Kiel[20]
- Vereinigung zur Förderung der Milchwissenschaftlichen Forschung an der Technischen Universität München in Freising-Weihenstephan e. V.[21]
- Zentrale Milchmarkt Berichterstattung GmbH

## Veröffentlichungen
- Milch und mehr – die deutsche Milchwirtschaft auf einen Blick. In: Fakten. Informationen für Journalisten. Verlagsbeilage zur Fachzeitschrift journalist, Ausgabe Dezember 2011, ISSN 0022-5576, S. 1–15 (Kurzinfo und Download, auf publicnews.de).
- Wer und Was. Milchwirtschaft 2012. Firmen, Fakten, Führungskräfte. 15. Ausgabe. Behr’s Verlag, Hamburg 2012, ISBN 978-3-89947-802-0 (CD-ROM ohne Exportfunktion inklusive Branchenbuch). (Letzte Ausgabe, die Reihe ist eingestellt.)